# Apocalypse (Six Flags America)
Firebird (eerderApocalypse en daarvoor  Iron Wolf) is een stalen vloerloze achtbaan in attractiepark Six Flags America.

## Geschiedenis
De achtbaan heeft van 1990 tot 2011 in Six Flags Great America dienstgedaan als staande achtbaan onder de naam Iron Wolf. De oorspronkelijk staande achtbaan werd geopend in 1990 en was de eerste achtbaan van Bolliger & Mabillard sinds de oprichting. 
In september 2011 kondigde Six Flags aan, dat de achtbaan naar Six Flags America zal verhuizen, om daar in 2012 te openen onder de naam Apocalypse. De achtbaan was in Six Flags Great America gehuisvest op de plaats waar eerst Z-Force stond.
In 2018 werd, zes jaar na de opening, aangekondigd dat de achtbaan zou sluiten. Vlak na deze aankondiging kwam Six Flags America met het nieuws dat Apocalypse zou worden getransformeerd van een staande naar zittende, vloerloze achtbaan. De naam werd veranderd naar Firebird.

## Baandetails
De achtbaan is 31 meter hoog, 884 meter lang en heeft een topsnelheid van 89 km/u. Firebird heeft twee inversies namelijk een looping en een kurkentrekker.
Firebird gebruikte treinen die ontworpen waren door Bolliger & Mabillard en gefabriceerd door Giovanola. De vloerloze treinen zijn geleverd door Bolliger & Mabillard zelf.

## Cameo
De achtbaan werd gebruikt in de film Richie Rich.
Huidig:
Batwing ·
Firebird ·
Professor Screamore's SkyWinder · 
Ragin' Cajun ·
ROAR · 
Superman: Ride of Steel · 
The Great Chase · 
The Joker's Jinx ·
The Wild One
Verdwenen:
Python · 
The Great Alonzo's Cannonball Coaster · 
Two-Face: The Flip Side